# Морган, Адам
Адам Джозеф Морган (англ. Adam Joseph Morgan; родился 21 апреля 1994 года в Ливерпуле, Англия) — английский футболист, нападающий клуба «Харингей».

## Клубная карьера

### «Ливерпуль»
Морган является воспитанником «Ливерпуля».
Морган принимал участие в предсезонном туре «Ливерпуля» по США во главе с новым тренер «красных», Бренданом Роджерсом, в июле 2012 года. 21 июля он забил свой первый гол за «Ливерпуль» в товарищеском матче против «Торонто». Также он принимал участие в играх против «Ромы» и «Тоттенхэма».
23 августа 2012 он дебютировал за свой клуб, заменив на 90 минуте Фабио Борини, в матче Лиги Европы против шотландского «Харт оф Мидлотиан», в котором «Ливерпуль» выиграл со счётом 1:0.

### «Ротерем Юнайтед»
3 января 2013 года, Морган перешёл в команду второй лиги «Ротерем Юнайтед» на правах аренды, чтобы получить игровую практику. Также было подтверждено, что он присоединится на молодёжной команде по окончании аренды, 9 февраля. Он дебютировал 5 января в игре против «Олдершот Таун» в Кубке Англии.

### «Аккрингтон Стэнли»
4 июня 2015 года подписал годичный контракт с клубом «Аккрингтон Стэнли».

## Международная карьера
Морган вызывался в молодёжные сборные Англии по футболу до 17 и 19 лет. Он 17 раз играл за сборную для 17-летних, забив 4 гола. На чемпионате мира U-17 в Мексике забил гол Канаде в групповом этапе, когда англичане сыграли вничью 2:2. Также реализовал пенальти в матче 1/8 финала с Аргентиной. Англия выиграла ту серию послематчевых пенальти 4:2, но проиграла 2:3 Германии в 1/4 финала.

## Статистика за клуб
|                  |                  |                  | Лига         | Лига         | Кубок        | Кубок        | Кубок Лиги | Кубок Лиги | Еврокубки   | Еврокубки   | Всего | Всего |
| Сезоны           | Клуб             | Лига             | Игры         | Голы         | Игры         | Голы         | Игры       | Голы       | Игры        | Голы        | Игры  | Голы  |
| Англия           | Англия           | Англия           | Премьер-Лига | Премьер-Лига | Кубок Англии | Кубок Англии | Кубок Лиги | Кубок Лиги | Лига Европы | Лига Европы | Всего | Всего |
| ---------------- | ---------------- | ---------------- | ------------ | ------------ | ------------ | ------------ | ---------- | ---------- | ----------- | ----------- | ----- | ----- |
| 2012-13          | Ливерпуль        | Премьер-лига     | 0            | 0            | 0            | 0            | 0          | 0          | 3           | 0           | 3     | 0     |
| Всего за карьеру | Всего за карьеру | Всего за карьеру | 0            | 0            | 0            | 0            | 0          | 0          | 3           | 0           | 3     | 0     |